# Andrena tertaria
Andrena tertaria är en biart som beskrevs av Meunier 1920. Andrena tertaria ingår i släktet sandbin, och familjen grävbin. Inga underarter finns listade i Catalogue of Life.